# Jaroslav Veltruský
Jaroslav Veltruský (* 4. února 1969) je bývalý český fotbalista.

## Fotbalová kariéra
V české lize hrál za SK Slavia Praha a Bohemians Praha. V české lize nastoupil celkem ve 16 utkáních. Ve druhé lize hrál i za SK Tatran Poštorná a FK Mladá Boleslav.

## Ligová bilance
| Ročník                          | Zápasy | Góly | Klub            |
| ------------------------------- | ------ | ---- | --------------- |
| 1. česká fotbalová liga 1994/95 | 2      | 0    | SK Slavia Praha |
| 1. česká fotbalová liga 1996/97 | 7      | 0    | Bohemians Praha |
| Gambrinus liga 1997/98          | 4      | 0    | SK Slavia Praha |
| Gambrinus liga 1998/99          | 3      | 0    | SK Slavia Praha |
| CELKEM                          | 16     | 0    |                 |